# Olympische Winterspiele 1924/Teilnehmer (Großbritannien)
Das Vereinigte Königreich nahm an den Olympischen Winterspielen 1924 in Chamonix mit einer Delegation von 34 Athleten in 5 Sportarten teil. Das britische NOK hatte 47 Sportler zu den Spielen gemeldet, von denen 34 an Wettkämpfen teilnahmen. Eine Athletin war bereits zum zweiten Mal bei Olympischen Spielen dabei:
- Ethel Muckelt (1920 Eiskunstlaufen)

Bilanz: Neben Frankreich entsendete Großbritannien das zweitgrößte Team nach Chamonix und galt als stärkste nichtskandinavische Nation. Die Curler um Skip Thomas Murray gewannen die einzige Goldmedaille. Allerdings wurde den Curlern der Olympiasieg erst 82 Jahre später, während der Winterspiele von Turin 2006, zuerkannt. Bis dahin galt Curling offiziell nur als Demonstrationswettbewerb. Auch im Bobfahren erwiesen sich die Briten als starke Nation. So fuhr die Besatzung des Bobs Großbritannien II mit Pilot Ralph Broome auf den Silberrang. Der zweite britische Bob wurde immerhin noch Fünfter. Im Eiskunstlaufen war es Ethel Muckelt, die mit Bronze die dritte Medaille für ihr Land erkämpfte. Gemeinsam mit John Page belegte sie im Paarlaufen zudem noch Rang vier. Das Eishockey-Team um Kapitän Colin Carruthers gewann im Turnier von Chamonix ebenfalls Bronze und wurde beste europäische Mannschaft.

## Teilnehmer nach Sportarten

### Skisport
- Ernest Appleyard
18 km Langlauf (dns), 50 km Langlauf (dns)
- George Clarkson
50 km Langlauf (dns), Skispringen (dns – auch Eishockey)
- Allan Currie
18 km Langlauf (dns), 50 km Langlauf (dns)
- Alexander Keiller
18 km Langlauf (dns), Nordische Kombination (dns), Skispringen (dns)
- Chris Mackintosh
18 km Langlauf (dns), 50 km Langlauf (dns), Nordische Kombination (dns), Skispringen (dns)

### Eiskunstlauf(6)
- Herbert Clarke
Männer (Platz 10)
- Ethel Muckelt
Frauen (Bronze), Paarlauf (Platz 4)
- John Page
Männer (Platz 5), Paarlauf (Platz 4)
- Mildred Richardson
Paarlauf (Platz 8)
- Thomas Richardson
Paarlauf (Platz 8)
- Kathleen Shaw
Frauen (Platz 7)

### Eisschnelllauf(4)
- Frederick Dix
500 m (Platz 23), 1500 m (dns), 5000 m (dns), 10.000 m (dns), Mehrkampf (dnf)
- Cyril Horn
500 m (Platz 27), 1500 m (dns), 5000 m (dns), 10.000 m (dns), Mehrkampf (dnf)
- Tom Sutton
500 m (Platz 25), 1500 m (dns), 5000 m (dns), 10.000 m (dns), Mehrkampf (dnf)
- Albert Tebbit
500 m (dns), 1500 m (dns), 5000 m (Platz 20), 10.000 m (dns), Mehrkampf (dns)

### Eishockey(10)
Eishockeyteam (Bronze)
- William Anderson
- Lorne Carr-Harris
- Colin Carruthers Kapitän
- Eric Carruthers
- Guy Clarkson auch Skisport
- Ross Cuthbert
- Geoffrey Holmes
- Hamilton Jukes
- Edward Pitblado
- Blane Sexton

Reserve: C. Boulden, B. Patton

### Curling(6)
Curling-Team (Gold)
- Thomas Robertson-Aikman
- Delaval Astley
- Laurence Jackson
- William Brown
- William Kilgour Jackson
- John McLeod
- Thomas Blackwood Murray
- Robin Welsh

Reserve: R. Cousin

### Bobsport(8)
Viererbob I (Platz 5)
- Archibald Crabbe
- Francis Fairlie
- William Horton Pilot
- George Cecil Pim

Viererbob II (Silber)
- Thomas Arnold
- Ralph Broome Pilot
- Alexander Richardson
- Rodney Soher

Reserve: H. F. Brooke, F. Browning, P. T. Chevalier, R. Pellew, T A. Scrutton

## Alpinismus
Einen Preis der besonderen Art vergab das IOC an den Geoffrey Granville Bruce. Dieser erhielt während der Abschlussfeier eine Goldmedaille im Alpinismus für seine Himalaya-Expedition 1921/22. Die Medaille und das Diplom nahm am 5. Februar 1924 in Abwesenheit von Bruce sein Stellvertreter Oberst Edward Struth entgegen.

## Medaillen
|                | Gold | Silber | Bronze | Gesamt |
| -------------- | ---- | ------ | ------ | ------ |
| Großbritannien | 1    | 1      | 2      | 4      |

## Medaillengewinner

### Goldmedaillen
- Curling: Thomas Robertson-Aikman, Delaval Astley, Laurence Jackson, William Brown, William Kilgour Jackson, John McLeod, Thomas Blackwood Murray, Robin Welsh

Die Goldmedaille im Alpinismus geht nicht in die Wertung ein, da es sich um einen Ehrenpreis handelte und es kein offizieller Wettbewerb war.

### Silbermedaillen
- Bobsport, Viererbob II: Thomas Arnold, Ralph Broome (Pilot), Alexander Richardson und Rodney Soher

### Bronzemedaillen
- Eiskunstlaufen, Frauen: Ethel Muckelt
- Eishockey: William Anderson, Lorne Carr-Harris, Colin Carruthers (Kapitän), Eric Carruthers, Guy Clarkson (auch Skisport), Ross Cuthbert, Geoffrey Holmes, Hamilton Jukes, Edward Pitblado und Blane Sexton